# 沃特頓-冰川國際和平公園
沃特頓-冰川國際和平公園（英語：Waterton-Glacier International Peace Park）是北美兩個大型國家公園——加拿大的沃特顿湖国家公园（Waterton Lakes National Park）和美國的冰川国家公园（Glacier National Park）的并稱。兩個國家公園都被聯合國教科文組織宣布為生物圈保護區，并聯合成為一處世界自然遺產。
該國際和平公園經過來自艾伯塔省和蒙大拿州的扶轮社成員的不懈努力，終于在1932年得以成立。是世界上第一個國際和平公園，象征著美加兩國的和平與友誼。成立時由查爾斯·亞瑟·孟德爵士致辭。
该公园由于夜空资源保护完好，2017年被国际暗天协会指定为国际暗天公园。

## 外部連結
- 世界遺產組織上的介紹 （页面存档备份，存于）
- 冰川国家公园圖集

48°59′45.8″N 113°54′15″W / 48.996056°N 113.90417°W